# FGM-172 SRAW
FGM-172飛彈（FGM-172）是美國的一種單兵反坦克飛彈。
短程突击武器（Short-Range Assault Weapon，SRAW）计划于1987年由美国海军陆战队启动以替换现存的M72轻型反裝甲武器和M136/AT-4一类的非制导反坦克火箭弹或榴弹。从1990年2月份到1993年年中，多家公司参加了演示竞标阶段，其中的第一次试射在1991年进行。1994年7月，罗亚尔公司（现属于洛克希德·马丁公司）的“捕食者”（Predator）被选入工程制造研发阶段（EMD）。直到2006年该导弹才获得了官方代号FGM-172A（之前则一直被称为SRAW MK40 MOD 0）。
然而，2003 年美国陆军 将此导弹从其 MPIM/SRAW（多用途单兵弹药 - 短程突击武器）的候选名单中剔除。在 2006 年，该武器从美国海军陆战队现役装备中退出。

## 衍生型号
- FGM-172A：双传感器引信、攻顶模式的反坦克导弹。
- FGM-172B：多用途爆轰破片杀伤战斗部，可用于一般突击作战。

## 流行文化
FGM-172在、等电子游戏中出现并可以使用。